# Alternative Songs
Alternative Songs (tidigare Modern Rock Tracks, Modern Rock och Hot Modern Rock Tracks), är en musiktopplista i USA som sedan 10 september 1988 ingår i Billboard. Den listar de 40 mest spelade låtarna i radiokanaler som mest spelar modern rock, också synonymt med alternativ rock. Topplistan introducerades som en följeslagare till Album Rock Tracks-listan, numera känd som Hot Mainstream Rock Tracks.
Den låt som toppat listan flest veckor är "Feel It Still" av Portugal. The Man, då den hösten-vintern 2017 stannade där 20 veckor, och slog ett rekord som tidigare satts av Red Hot Chili Peppers, Muse, Foo Fighters, Staind och Green Day. 
Den första låten någonsin att nå #1 på listan var "Peek-a-Boo" av Siouxsie and the Banshees.